# Gift (chanson)
Pour les articles homonymes, voir Gift.
Singles de Māya Sakamoto
Bokura no Rekishi
(1997) Kiseki no Umi
(1998)
Gift est le 3e single de Māya Sakamoto sorti sous le label Victor Entertainment le 22 septembre 1997 au Japon. Il n'arrive pas dans le classement de l'Oricon.
Gift a été utilisée comme 2nd thème de fermeture de l'anime CLAMP Gakuen Tanteidan. Les deux pistes se trouvent sur la compilation Single Collection+ Hotchpotch, et Gift se trouve aussi sur la compilation Everywhere.

## Liste des titres
Toute la musique et les arrangements ont été composées par Yōko Kanno.
Toutes les paroles sont écrites par Yuho Iwasato.
| 1. | Gift                                                    | 5:48 |
| 2. | Kimi ni Ai ni Iko (君に会いにいこう)                    | 5:14 |
| 3. | Gift (Original Karaoke)                                 | 5:50 |
| 4. | Kimi ni Ai ni Iko (Original Karaoke) (君に会いにいこう) | 5:14 |